# OneLove
OneLove là một chiến dịch chống phân biệt đối xử, phân biệt chủng tộc, quyền LGBT+ và nhân quyền được bắt đầu trong mùa bóng đá năm 2020 bởi Hiệp hội bóng đá Hoàng gia Hà Lan, khi các cầu thủ đeo băng tay có biểu tượng OneLove và cầu vồng. Tranh cãi càng nổ ra khi chiến dịch xuất hiện tại các quốc gia mà luật pháp chống lại quyền LGBT+, đặc biệt là Giải vô địch bóng đá thế giới 2022.

## Lịch sử

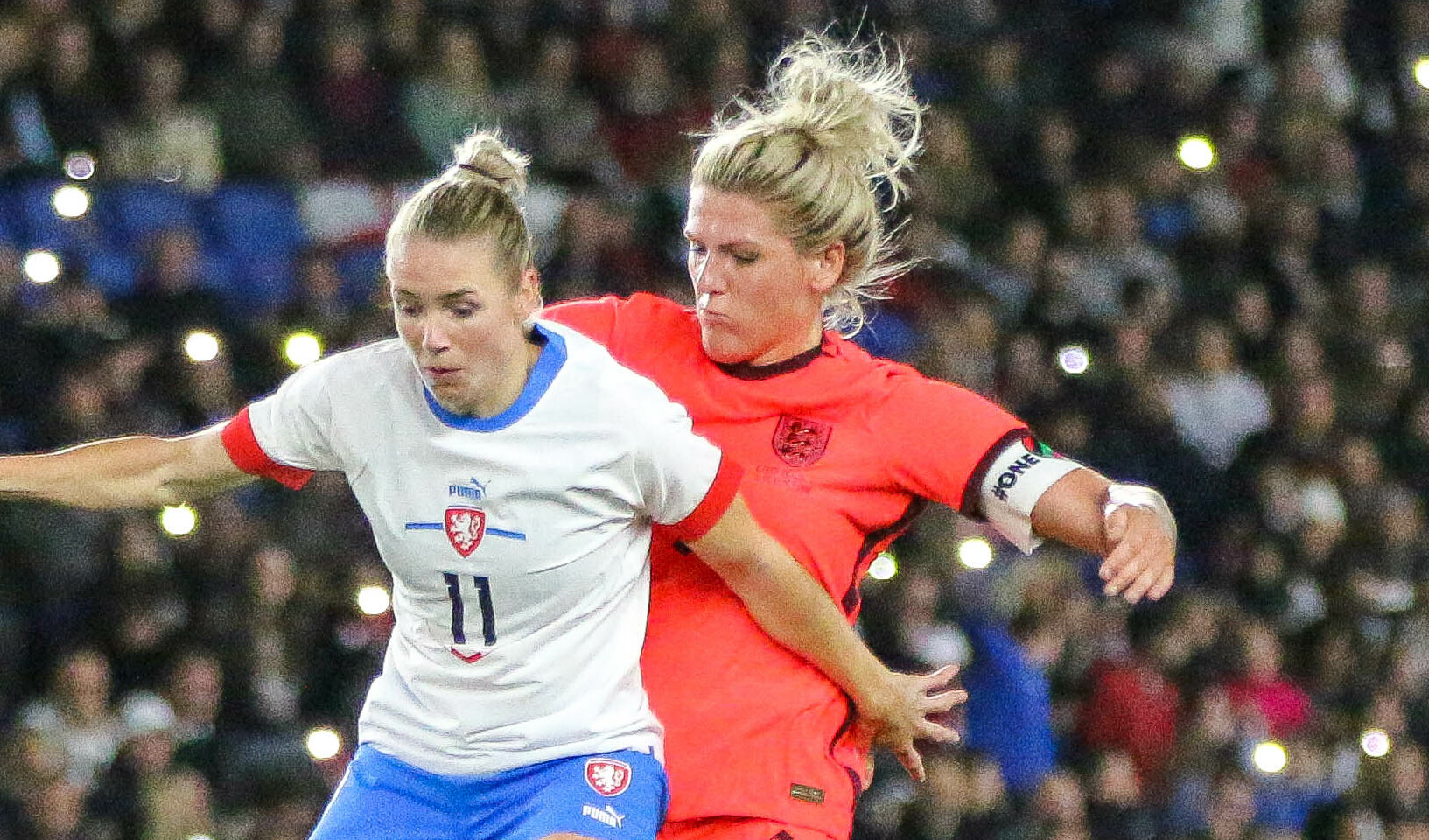
Đội phó tuyển nữ Anh Millie Bright (phải) đeo băng đội trưởng trong trận giao hữu với Tây Ban Nha vào tháng 10 năm 2022.

Chiến dịch OneLove bắt đầu ở Hà Lan từ đầu mùa giải bóng đá 2020, chủ yếu nhằm phản ứng lại nạn phân biệt chủng tộc trong bóng đá Hà Lan, với một bức thư ngỏ phản đối mọi hình thức phân biệt đối xử. Bức thư nhấn mạnh, ở quốc tế, bóng đá gắn kết hàng triệu người thuộc mọi thành phần xã hội. Thông điệp đó được thể hiện trên các bảng quảng cáo ở các sân vận động bóng đá nơi đội tuyển quốc gia Hà Lan thi đấu. Biểu tượng OneLove cũng được xuất hiện trên áo thi đấu của đội trong trận Chung kết Cúp Hiệp hội Bóng đá Hoàng gia Hà Lan giữa Ajax và PSV. Sau đó, chiến dịch đã lan truyền sang các phương tiện truyền thông như in ấn và video. Trong Giải Vô địch Bóng đá châu Âu 2020, đội trưởng Hà Lan Georginio Wijnaldum đã đeo băng tay đội trưởng OneLove. Vào tháng 6 năm 2021, một bức thư ngỏ khác đã được xuất bản, lần này bức thư nói rằng người hâm mộ bày tỏ sự tự hào về các đội tuyển trong chiến dịch OneLove.
Tại Giải vô địch bóng đá nữ châu Âu 2022, hầu hết các đội trưởng đều đeo băng tay cầu vồng OneLove hoặc Stonewall, bao gồm đội trưởng đội tuyển Anh vô địch Leah Williamson, đội trưởng đội tuyển Thụy Sĩ Kosovare Asllani, và đội trưởng đội tuyển Na Uy Ada Hegerberg, nhằm tri ân những nạn nhân trong vụ xả súng Oslo 2022.
Tác động của chiến dịch OneLove ở Hà Lan đã lan rộng sang nhiều quốc gia châu Âu khác, với việc 10 đội tuyển nam quốc gia đồng ý đeo băng đội trưởng trong tất cả các trận đấu của họ tại Giải Vô địch Bóng đá các Quốc gia châu Âu và Giải vô địch bóng đá thế giới, bắt đầu từ tháng 9 năm 2022. Hai trong số các quốc gia đó không đủ điều kiện tham gia Giải vô địch bóng đá thế giới 2022, và đội tuyển Anh đã không đeo băng đội trưởng trong thời gian chính thức để tang Elizabeth II.

## Thiết kế
Băng thay đội trưởng có hình trái tim với các sọc nhiều màu cùng chữ số "1". Hai chữ "#ONE" và "LOVE" ở hai bên trái tim. Màu sắc trong logo không phải là màu của cầu vồng hoặc cờ tự hào của LGBT; thay vào đó, nó tượng trưng cho "chủng tộc và kế thừa (đỏ/đen/xanh lá cây), tất cả các bản dạng giới và xu hướng tính dục (hồng/vàng/xanh lam)". Màu sắc trên băng tay được cho là lấy cảm hứng từ lá cờ của chủ nghĩa Liên Phi và lá cờ toàn tính luyến ái.

Cờ của chủ nghĩa Liên Phi
Cờ toàn tính luyến ái

## Tranh cãi

### Vòng chung kết Euro 2020

#### Manuel Neuer
Đội trưởng đội tuyển Đức Manuel Neuer đã đeo chiếc băng đội trưởng cầu vồng lấy cảm hứng từ chiến dịch trong suốt Euro 2020 và trong một trận giao hữu trước giải đấu. Ban đầu, Liên đoàn bóng đá châu Âu đã mở cuộc điều tra về Neuer và Hiệp hội bóng đá Đức, cho rằng chiếc băng đội trưởng của anh là vi phạm tính trung lập chính trị; cuộc điều tra đã kết thúc với kết luận "chiếc băng đội trưởng được đánh xem là biểu tượng của đội cho sự đa dạng và đây là 'lý do chính đáng'."

#### Hà Lan 0–2 Cộng hòa Séc
Chiếc băng đội trưởng cầu vồng lần đầu tiên bị cấm công khai vào năm 2021, khi Wijnaldum đeo nó trong trận đấu tại Euro 2020 với Cộng hòa Séc được tổ chức tại Budapest, Hungary. Trước đó không lâu, chính phủ Hungary đã thông qua luật cấm đề cập đến vấn đề đồng tính luyến ái và chuyển giới trong giáo dục. Người hâm mộ Hà Lan cũng đã bị cấm mang cờ cầu vồng vào khu vực dành cho người hâm mộ ở sân vận động; Liên đoàn bóng đá châu Âu (UEFA) thông tin bất kỳ hạn chế nào đều do cơ quan an ninh địa phương quyết định và Liên đoàn hoan nghênh các biểu tượng cầu vồng Pride, đồng thời xác nhận họ đã thông báo cho Liên đoàn bóng đá Hungary rằng "các biểu tượng màu cầu vồng không mang tính chính trị và phù hợp với chiến dịch #EqualGame của UEFA, chiến dịch chống lại mọi sự phân biệt đối xử, kể cả chống lại cộng đồng LGBTQI+, những lá cờ như vậy sẽ được phép vào sân vận động".

### Giải vô địch bóng đá thế giới 2022
Các cầu thủ đến từ châu Âu trước đó đeo băng tay cầu vồng đã thông báo với FIFA về ý định tiếp tục hành động này tại Giải vô địch bóng đá thế giới 2022, được tổ chức tại Qatar. Ý định này đã thu hút sự quan tâm rộng rãi trong những ngày trước khi giải đấu bắt đầu do ngày càng có nhiều chỉ trích về thái độ của Qatar đối với đồng tính luyến ái.
Sau khi đến giải đấu, các hiệp hội liên quan đã được cảnh báo về việc các cầu thủ sẽ bị phạt thẻ thay vì phạt tiền khi đeo băng đội trưởng cầu vồng; một tuyên bố chung của Anh, Wales, Bỉ, Đan Mạch, Đức, Thụy Sĩ và Hà Lan khẳng định sẽ không đeo băng vì nó sẽ ảnh hưởng đến các cầu thủ. Quyết định đến quá muộn của FIFA, cũng như việc FIFA "làm im lặng công cuộc chống phân biệt đối xử trong giải đấu", đã bị chỉ trích.
Thay vì các đội trưởng đội tuyển, một số người có liên quan đến đội tuyển quốc gia đã đeo băng đội trưởng. Nổi bật nhất một nhà phê bình của BBC và cựu đội trưởng tuyển nữ Anh Alex Scott, cô đã đeo băng cầu vồng khi đưa tin về trận Anh vs Iran vào ngày 21 tháng 11. Bộ trưởng Nội vụ Đức Nancy Faeser tham dự trận đấu đầu tiên của Đức tại World Cup vào ngày 23 tháng 11, tại đây, bà cũng đã đeo băng cầu vồng. Bộ trưởng Thể thao Vương quốc Anh Stuart Andrew, một người đồng tính, đã đeo nó khi tham dự trận đấu giữa Anh và xứ Wales.
Đội tuyển Đức đặc biệt chỉ trích quyết định cấm đeo băng cầu vồng của FIFA. Ở trận đầu tiên, cả đội tuyển đã che miệng để phản đối việc bị im lặng. Khi việc băng đội trưởng bị cấm đã khiến một trong những nhà tài trợ của họ bỏ cuộc, hiệp hội bóng đá Đức đã thay thế logo của nhà tài trợ bằng biểu tượng OneLove trong trung tâm báo chí của họ ở World Cup.

## Hành động liên quan

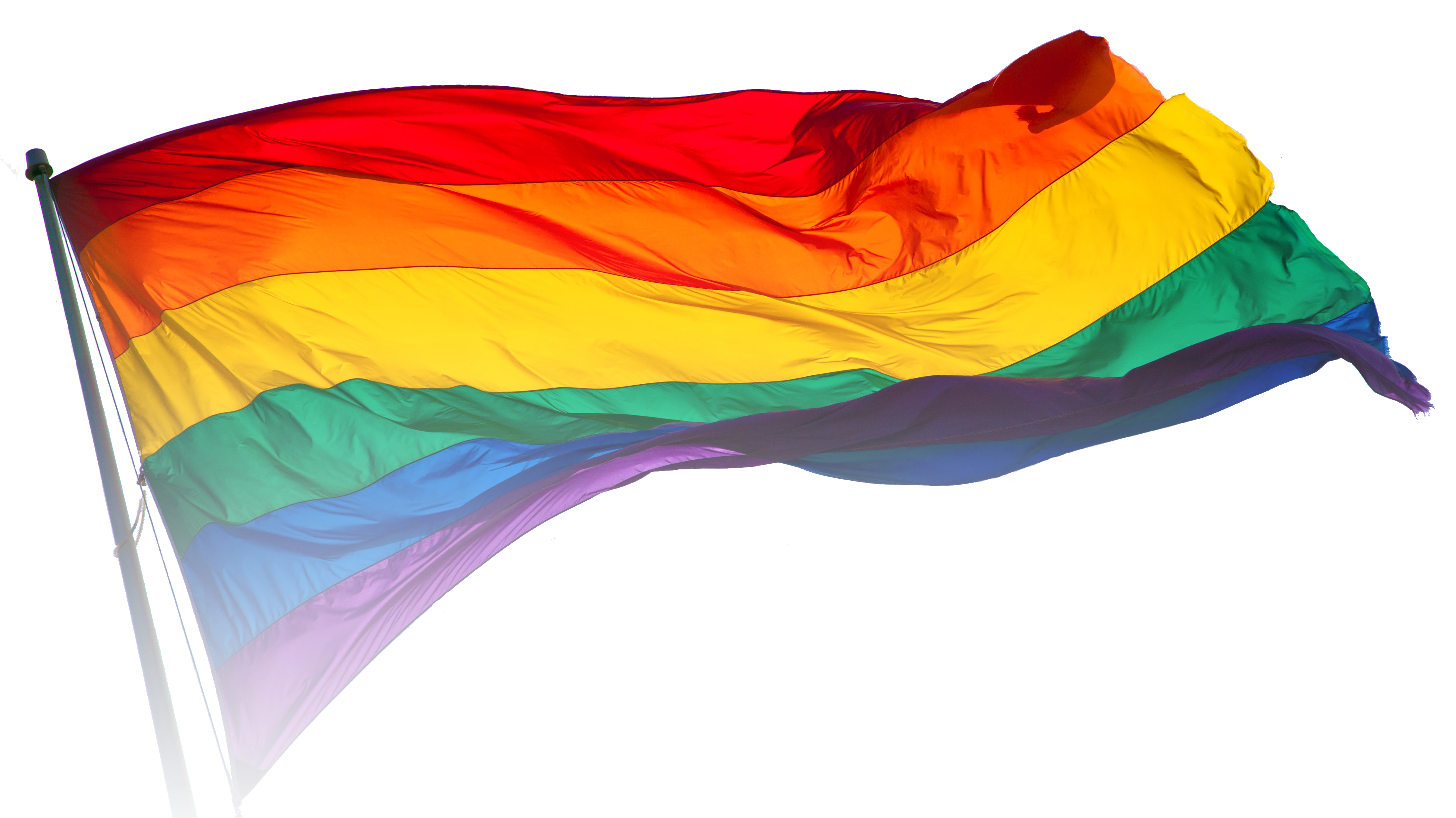
Cờ cầu vồng đã trở thành biểu tượng văn hóa LGBT.

Vào tháng 10 năm 2017, cầu thủ bóng đá Gruzia Guram Kashia đã đeo băng đội trưởng sọc cầu vồng cho câu lạc bộ Hà Lan Vitesse (trận đấu với Heracles Almelo) để ủng hộ quyền LGBT, dẫn đến phản ứng dữ dội ở quốc gia của anh và kêu gọi anh rời khỏi đội tuyển quốc gia Gruzia.
Sự phổ biến của băng đeo đội trưởng OneLove trong bóng đá châu Âu, mặc dù nó không chỉ ủng hộ quyền của LGBT+, nhưng nó đã thúc đẩy một số đội trưởng đeo băng có thiết kế cầu vồng hoàn toàn do nhóm ủng hộ LGBT+ của Anh Stonewall sản xuất, nhóm này đã quảng bá chiến dịch dây buộc cầu vồng kể từ năm 2013.